# Leonard Kniaseff
Leonard Kniaseff ist ein Schichtvulkan in der philippinischen Provinz Davao de Oro auf der Insel Mindanao. Der letzte Ausbruch des Vulkans war vor rund 1900 Jahren. Im Westen seiner 4 × 5 Kilometer großen Caldera liegt der Lake Leonard, ein See mit einer Fläche von 8 Hektar und einer Höhe von 800 Metern über dem Meeresspiegel. Am See befinden sich an mehreren Stellen Fumarolen, Solfataren und heiße Quellen.